# Liste der Monuments historiques in Alençon
Die Liste der Monuments historiques in Alençon führt die Monuments historiques in der französischen Stadt Alençon auf.

## Liste der Bauwerke
| Bezeichnung                        | Beschreibung | Standort                                          | Kennzeichnung | Schutzstatus | Datum | Bild |
| ---------------------------------- | ------------ | ------------------------------------------------- | ------------- | ------------ | ----- | ---- |
| Halle des Sägewerks Prout          |              | 4 à 22, route d’Ancinnes (Lage)                   | PA00135513    | Inscrit      | 1995  |      |
| Psychiatrisches Krankenhaus        |              | 19, rue Anne-Marie-Javouhey (Lage)                | PA00110694    | Inscrit      | 1974  |      |
| Hôtel Radigue                      |              | 15, rue du Bercail (Lage)                         | PA00110697    | Inscrit      | 1960  |      |
| Handelsgericht                     |              | 6, rue du Bercail (Lage)                          | PA00110712    | Classé       | 1913  |      |
| Maison des Sept Colonnes           |              | 2-8, rue du Château/160, Grande-Rue (Lage)        | PA61000053    | Inscrit      | 2007  |      |
| Ehemalige Jesuitenkapelle          |              | 33, rue du Collège (Lage)                         | PA00110689    | Inscrit      | 1926  |      |
| Gebäude                            |              | 55, rue du Collège/13, rue Marcel-Palmier (Lage)  | PA00110699    | Inscrit      | 1975  |      |
| Hôtel Libert                       |              | 1, rue du Cygne (Lage)                            | PA00110696    | Classé       | 1947  |      |
| Maison de la Franc-Maçonnerie      |              | 30 rue du Maréchal-de-Lattre-de-Tassigny (Lage)   | PA00110707    | Inscrit      | 1965  |      |
| Gebäude                            |              | 123/127, Grande-Rue (Lage)                        | PA00110700    | Inscrit      | 1975  |      |
| Gebäude                            |              | 33, rue des Grandes-Poteries (Lage)               | PA00110701    | Inscrit      | 1975  |      |
| Haus                               |              | 110-112, avenue du Général-Leclerc (Lage)         | PA61000044    | Inscrit      | 2006  |      |
| Halle au blé                       |              | Place Halle-au-Blé (Lage)                         | PA00110693    | Inscrit      | 1975  |      |
| Apotheke Pesche                    |              | 4, place Halle-au-blé (Lage)                      | PA00110709    | Inscrit      | 1987  |      |
| Gebäude                            |              | 31/33, rue du Jeudi (Lage)                        | PA00110702    | Inscrit      | 1975  |      |
| Gebäude                            |              | 40, rue du Jeudi (Lage)                           | PA00110703    | Inscrit      | 1975  |      |
| Gebäude                            |              | 42/44, rue du Jeudi (Lage)                        | PA00110704    | Inscrit      | 1975  |      |
| Kapelle Notre-Dame-de-Lorette      |              | 108/110, rue du Mans (Lage)                       | PA00110690    | Inscrit      | 1975  |      |
| Pfarrhaus Saint-Pierre de Montsort |              | 25, rue du Mans (Lage)                            | PA00110710    | Inscrit      | 1958  |      |
| Kirche Saint-Pierre                |              | 37, rue du Mans (Lage)                            | PA61000043    | Inscrit      | 2006  |      |
| Logis Saint-Léonard                |              | 28/30, rue des Marais (Lage)                      | PA00110705    | Inscrit      | 1975  |      |
| Haus                               |              | 8/12, rue des Marcheries (Lage)                   | PA00110973    | Inscrit      | 1989  |      |
| Befestigungsanlagen                |              | 24, rue du Pont-Neuf (Lage)                       | PA00110711    | Inscrit      | 1971  |      |
| Maison dite à l’Etal               |              | 10, rue Porte-de-la-Barre (Lage)                  | PA00110708    | Inscrit      | 1926  |      |
| Hôtel du Grand Cerf                |              | 19, rue Saint-Blaise/1, rue des Marcheries (Lage) | PA61000056    | Inscrit      | 2008  |      |
| Café la Renaissance                |              | 4, rue Saint-Blaise (Lage)                        | PA61000057    | Inscrit      | 2009  |      |
| Maison d’Ozé                       |              | (Lage)                                            | PA00110706    | Classé       | 1903  |      |
| Hôtel de Ville                     |              | (Lage)                                            | PA00110698    | Inscrit      | 1926  |      |
| Hôtel de Guise                     |              | (Lage)                                            | PA00110695    | Classé       | 1914  |      |
| Kirche Notre-Dame                  |              | (Lage)                                            | PA00110692    | Classé       | 1862  |      |
| Château des Ducs d’Alençon         |              | (Lage)                                            | PA00110691    | Classé       | 1862  |      |

## Liste der Objekte

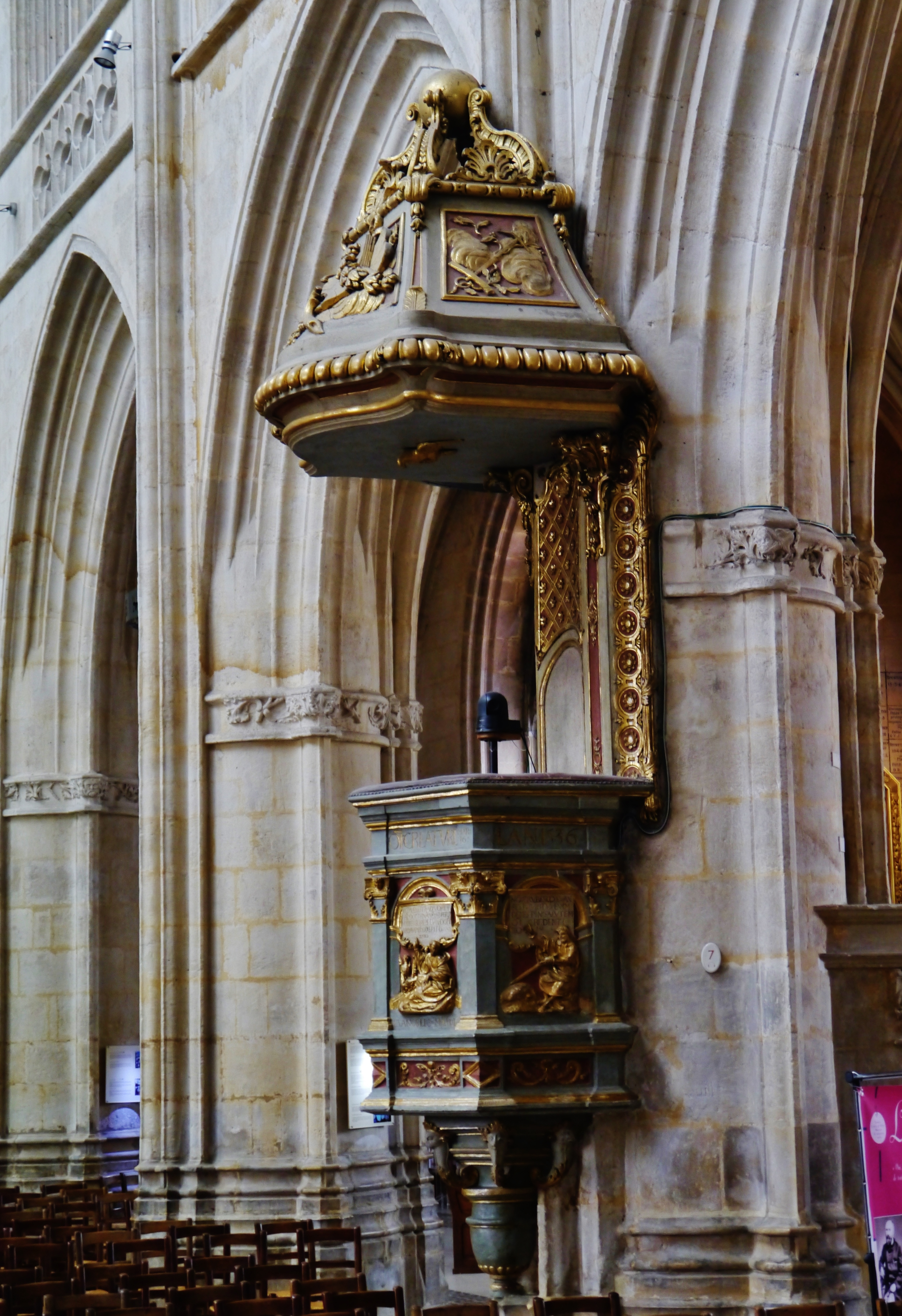
Kanzel in der Basilika Notre-Dame

- Monuments historiques (Objekte) in Alençon in der Base Palissy des französischen Kultusministeriums